# Сейнт-Леонард-Холл
Сейнт-Леонард-Холл (англ. St Leonard's Hall) — особняк в стиле шотландских баронов в Эдинбурге, напоминающий небольшой замок. Построен в середине XIX века. Находится на территории кампуса (Поллок холлс) Эдинбургского университета.

## История

### XIX век
Здание спроектировал шотландский архитектор Джон Лесселс для Томаса Нельсона-младшего, представителя семьи издателя Томаса Нельсона. Строительство велось в 1869-1870 годах. Владельцы не поскупились на отделку. Особняк богато украшен декоративными элементами, в том числе сторожевыми башенками (бартизанами), консолями и завершением фасадов в виде ступенчатого щепца. Кроме того, здание отличается богатым внутренним убранством. Потолки расписывал Томас Боннар (1800-1874). Образцом для дома послужили традиционные каменные постройки шотландской знати.

### XX–XXI века
Во время Первой мировой войны здание использовалось как госпиталь Красного Креста. В 1920-е годы здесь располагалась школа Святого Триннеана для девочек. Её директором был Раджешкар Тади, бывший профессор физики из Университета Радж Махал в Бангалоре (Индия). Считается, что учебное заведение послужило прообразом вымышленной школы Святого Триниана в романах Рональда Сирла. Во время Второй мировой войны в особняке находилась штаб-квартира противовоздушной обороны и ополченцев.
После завершения войны особняк стали использовать как общежитие для студенток Эдинбургского университета. Позднее, когда были построен современный кампус, Сейнт-Леонард-Хол превратился в административный центра комплекса. В декабря 1974 года здание внесено в Список памятников архитектуры Шотландии категории А (наивысшей).
В начале XXI века была проведена реставрация внутренних интерьеров.

## Современное использование
В особняке находятся административные офисы службы размещения университета. Просторные залы внутри Сейнт-Леонард-Холла используются для проведения конференций и торжественных мероприятий.

## Галерея

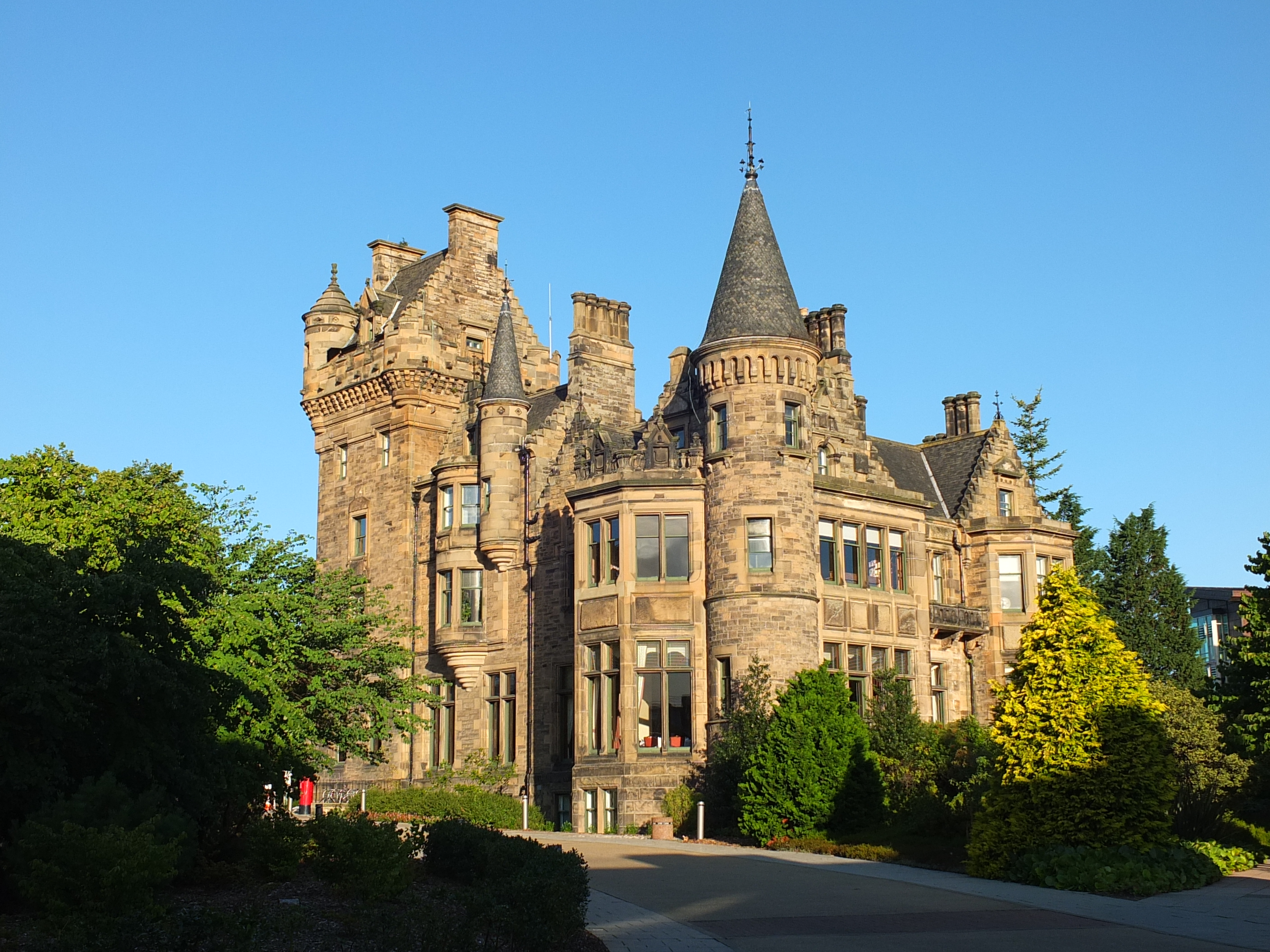
Вид особняка с восточной стороны
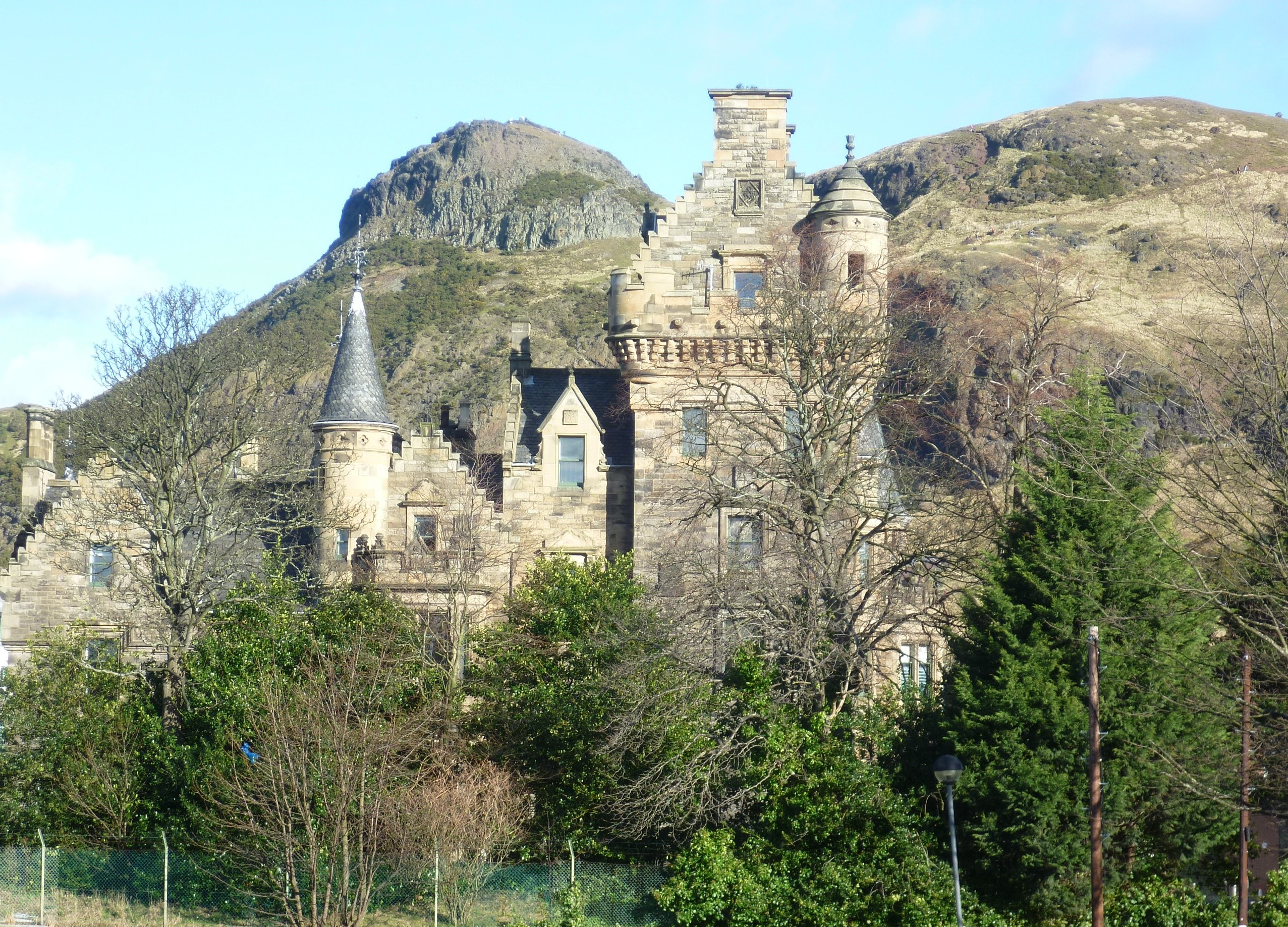
Вид здания с южной стороны на фоне холма Кроу-Хилл
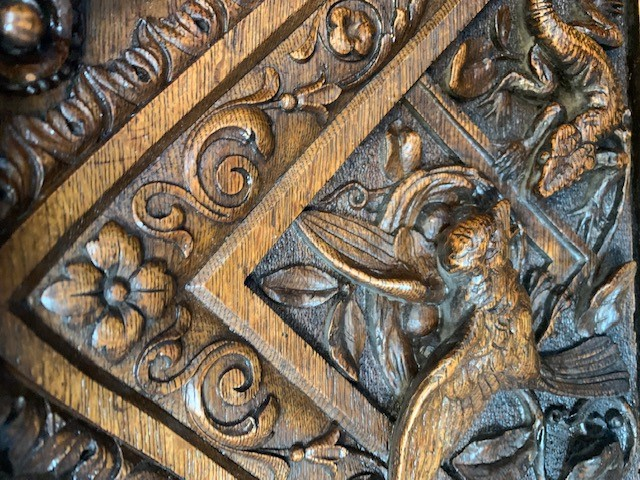
Резные изображения птиц и ящериц на мантии в зале Святого Триннеана
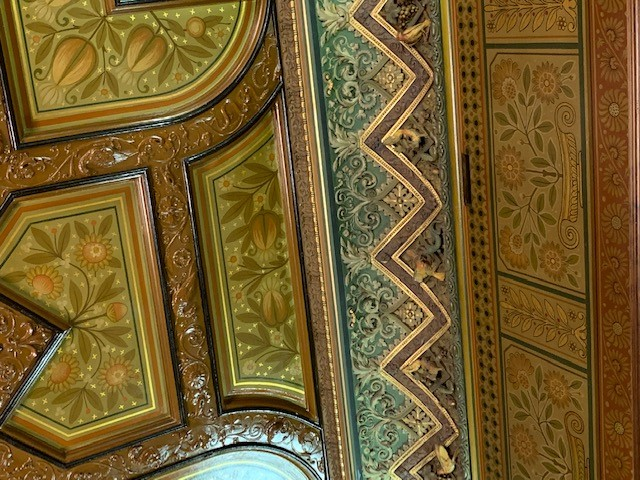
Декоративная отделка потолка
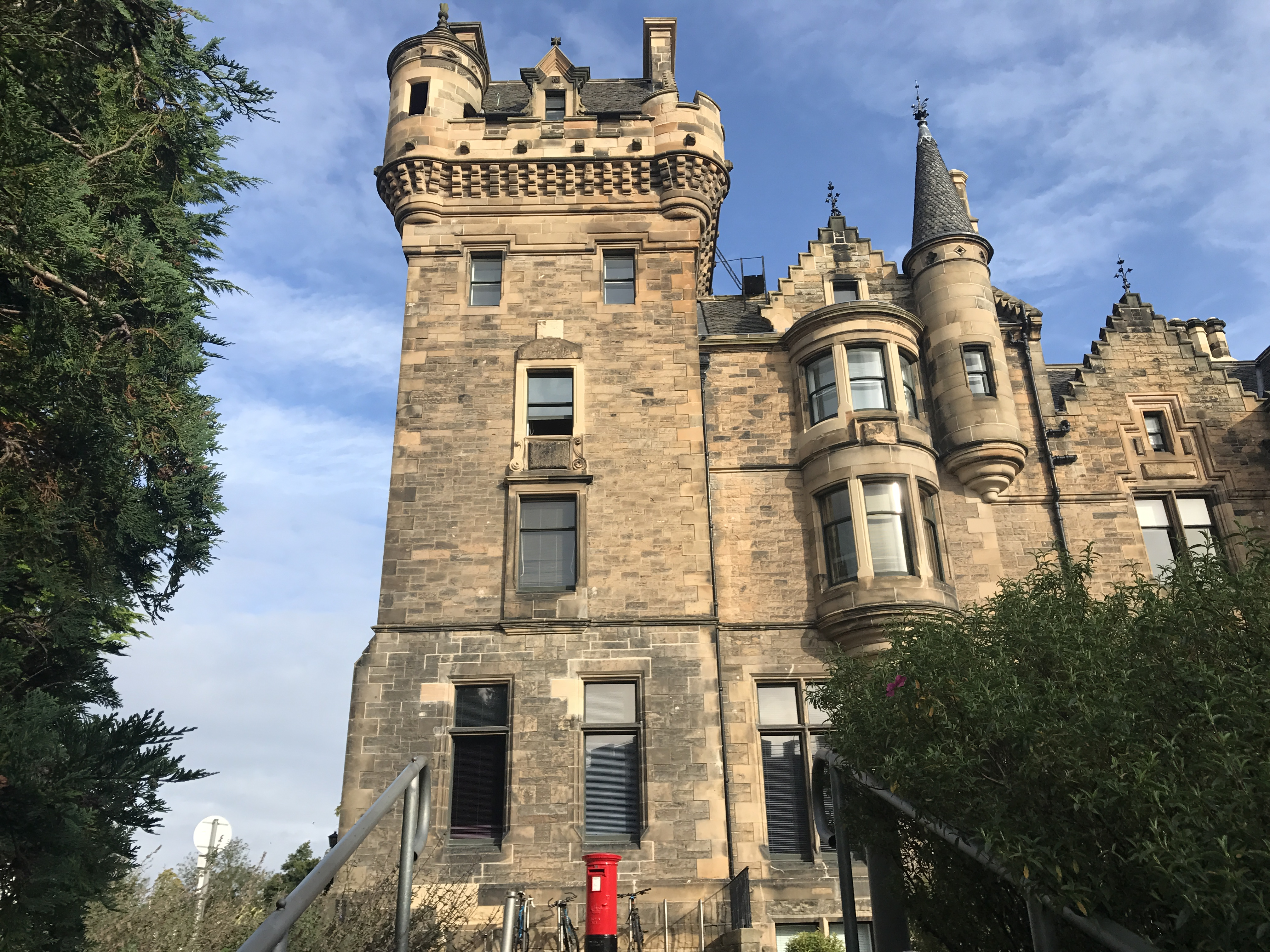
Главная башня